# Emmanuelle Arsan
Marayat Rollet-Andriane (nacida como Marayat Bibidh; 19 de enero de 1932 - 12 de junio de 2005), más conocida por el seudónimo de Emmanuelle Arsan, fue una novelista francesa de origen euroasiático, famosa por crear el personaje ficticio Emmanuelle, una mujer que se dedica a la exploración de su propia sexualidad en diversas circunstancias.

## Biografía
Arsan nació en Bangkok, Tailandia. A los 24 años, se casó con el diplomático francés de la UNESCO Louis-Jacques Rollet-Andriane, al que conoció cuando tenía 16. La pareja tuvo dos hijas.
La novela Emmanuelle fue publicada y distribuida clandestinamente en Francia sin el nombre del autor en 1959. En las ediciones sucesivas se le dio el apodo de Emmanuelle Arsan, que se reveló posteriormente era Marayat Rollet-Andriane.
Aunque la novela a veces se insinuaba como una cuasi-autobiografía, se descubrió que el autor era realmente Louis-Jacques Rollet-Andriane. Más novelas fueron publicadas bajo el nombre de Emmanuelle Arsan.
Tras el éxito de la adaptación al cine, Emmanuelle, de 1974, Arsan fue la directora titular y escritora de la película Laure (1975), sobre los descubrimientos sexuales de una joven "Emmanuelle" llamada Laure, en otro lugar exótico. La película fue dirigida por Louis-Jacques Rollet-Andriane y Roberto D'Ettorre Piazzoli, aunque Rollet-Andriane, al parecer frustrado por su colaboración con Ovidio G. Assonitis, pidió que el nombre de Emmanuelle Arsan que no se asociara con el proyecto, dando lugar a que la película fuera acreditada a un director anónimo.
También ha aparecido en pantalla bajo el nombre de Marayat Andriane en la película de 1966 The Sand Pebbles y en el episodio de 1967 "Turn of a Card" de la serie The Big Valley. Su otra aparición en el cine, acreditada como Emmanuelle Arsan, fue en Laure, que fue lanzada bajo el título Forever Emmanuelle.
Marayat Rollet-Andriane murió en Chantelouve, Francia, el 12 de junio de 2005, a los 73 años.